# Бряг Отс
Бряг Отс (на английски: Oates Land) е част от крайбрежието на Източна Антарктида, в северозападна част на Земя Виктория, простиращ се между 68°20’ и 70°30’ ю.ш. и 154° и 164°10’ и.д. Брегът заема северозападния участък на Земя Виктория, попадащ в акваторията на море Сомов на Тихоокеанския сектор на Южния океан, между носовете Воронин (на п-ов Моусън) на запад и Ванков на изток. На запад граничи с Брега Джордж V, а на изток – с Брега Пенел на Земя Виктория. Крайбрежието с дължина над 600 km е сравнително слабо разчленено, като има няколко по-големи залива – Слава, Лауритцен, Дейвис, Реник, Кооперация, Об и др. На запад дълбоко навътре в морето се вдава полуостров Моусън, а на изток, вътрешността на залива Реник е заета от шелфовия ледник Реник. В близост до крайбрежието има няколко малки острова – Бабушкин, Знаменски, Спътници. Брегът Отс е изцяло е покрит с континентален леден щит, дебелината на който във вътрешността нараства над 2200 m. В близост до брега са разположени сравнително ниски планини и възвишения – Лев Берг, Лазарев (401 m), Уилсън, Фролов (1037 m) и др. Приблизително по 160° и.д., в меридионална посока, на протежение повече от 300 km се простира хребета Арктически институт (2956 m). От ниските крайбрежни планини и възвишения в море Сомов се спускат средни по големина континентални и планински ледници – Матусевич, Томилин, Суворов, Чугунов, Лили и др., а покрай източния склон на хребета Арктически институт „тече“ и се „влива“ в шелфовия ледник Реник дългия над 250 km и широк до 80 km континентален ледник Реник.
Брегът Отс е открит на 22 февруари 1911 г. и е първично изследван от екипажа на кораба „Тера Нова“, експедиционния кораб на английската антарктическа експедиция (1910 – 1912), възглавявана от Робърт Скот. Командирът на кораба Хари Пенел (1882 – 1916) на следващата година наименува новооткритото крайбрежие в чест на Лоурънс Отс (1880 – 1912), един от петимата трагично загинали участници при завръщането на групата на Робърт Скот от Южния полюс. През 1946 – 1947 г. е извършена пълно аерофотозаснемане на брега от поредната американска антарктическа експедиция. През 1958 г. голяма част от крайбрежието и вътрешността на Брега Отс е топографски заснето от наземни екипи на 2-рата Съветска антарктическа експедиция.